# Mecotetartus antennatus
Mecotetartus antennatus är en skalbaggsart som beskrevs av Bates 1872. Mecotetartus antennatus ingår i släktet Mecotetartus och familjen långhorningar.
Artens utbredningsområde är:
- Costa Rica.
- Honduras.
- Nicaragua.

Inga underarter finns listade i Catalogue of Life.